# Donkergestreepte dolfijn
De donkergestreepte dolfijn of bonte dolfijn (Sagmatias obscurus of Lagenorhynchus obscurus) is een klein tot middelgroot soort dolfijn uit de gematigde en koele kustwateren van het zuidelijk halfrond.

## Beschrijving

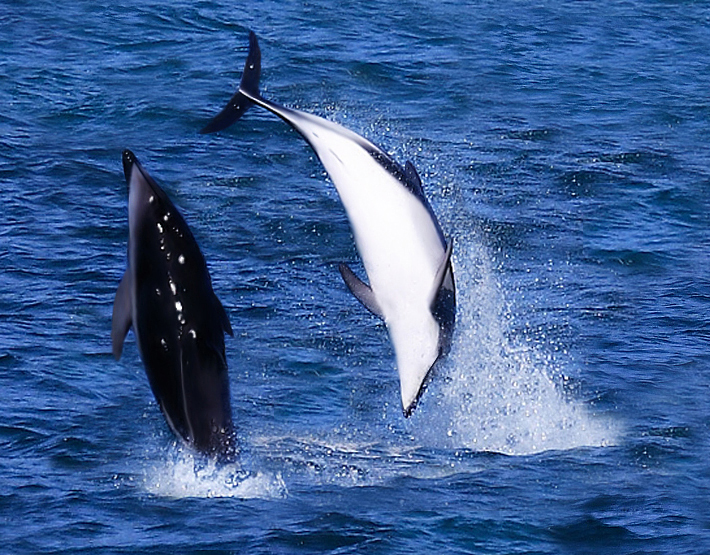
Donkergestreepte dolfijn, Zuid-Afrika

De donkergestreepte dolfijn is een kleine, stevige dolfijnensoort. De bek is kort en stomp en loopt direct door vanaf het voorhoofd. De brede staart is licht ingekerfd en aan de uiteinden gepunt. De rugvin is groot en sikkelvormig. Hij heeft een donkergrijze tot blauwzwarte rug en een lichtgrijze tot witte buik en keel. Een geleidelijk versmalde grijze flankstreep, die loopt vanaf de bek, scheidt beide delen. Op de achterflank, tussen de rugvin en de staart, ligt een gevorkte grijswitte vlek, die eruitziet als twee vlammen. Het patroon van deze vlekken verschilt licht per regio. De rugvin is tweekleurig, donkergrijs tot blauwzwart als de rug aan de voorste rand, maar een veel lichter grijze vlek op de achterste rand. De lippen zijn zwart, evenals de staart en de staartwortel. De borstvinnen zijn grijs met een zwarte rand. In iedere kaak heeft de donkergestreepte dolfijn 27 tot 36 tanden.
Op het zuidelijk halfrond leven nog twee Sagmatias-soorten, de dolfijn van Peale (Sagmatias australis) en de zandloperdolfijn (Sagmatias cruciger). De dolfijn van Peale heeft een donkerder gezicht en een minder gevorkte vlek op de achterflank, en de zandloperdolfijn heeft een veel contrastrijkere tekening en een geheel zwarte rugvin. Hij lijkt ook op de witgestreepte dolfijn (Sagmatias obliquidens) van het noordelijk halfrond en samen worden ze soms als één soort beschouwd. Genetisch onderzoek wees echter uit dat er wel degelijk sprake is van twee soorten die 2 miljoen jaar geleden uit elkaar groeiden.
De donkergestreepte dolfijn wordt tussen de 160 en 220 cm lang en 40 tot 85 kg zwaar. Mannetjes worden groter dan vrouwtjes.

## Ondersoorten
Er zijn waarschijnlijk drie ondersoorten, waarvan twee beschreven:
- Sagmatias obscurus obscurus - Bij het zuidwesten van Afrika, van Angola tot de Kaap;
- Sagmatias obscurus fitzroyi - Bij Zuid-Amerika, van Peru tot Argentinië;

Een nog onbenoemde ondersoort leeft rond Nieuw-Zeeland en de Campbell-, Auckland- en Chathameilanden en waarschijnlijk ook bij West-Tasmanië.
De donkergestreepte dolfijn komt ook voor in de wateren rond de Prins Edwardeilanden en het eiland Amsterdam. Deze dieren behoren waarschijnlijk tot de ondersoort L.o. obscurus.

## Verspreiding en leefgebied
De donkergestreepte dolfijn leeft in de koudere gematigde wateren van het zuidelijk halfrond, het liefst met water tussen de 10 en 18 °C. Hij wordt voornamelijk aangetroffen in kustwateren en riffen voor de kust van Zuid-Afrika, Nieuw-Zeeland, zuidelijk Australië en het zuiden van Zuid-Amerika. Wateren waarin hij voorkomt zijn nooit meer dan 200 meter diep.

## Leefwijze

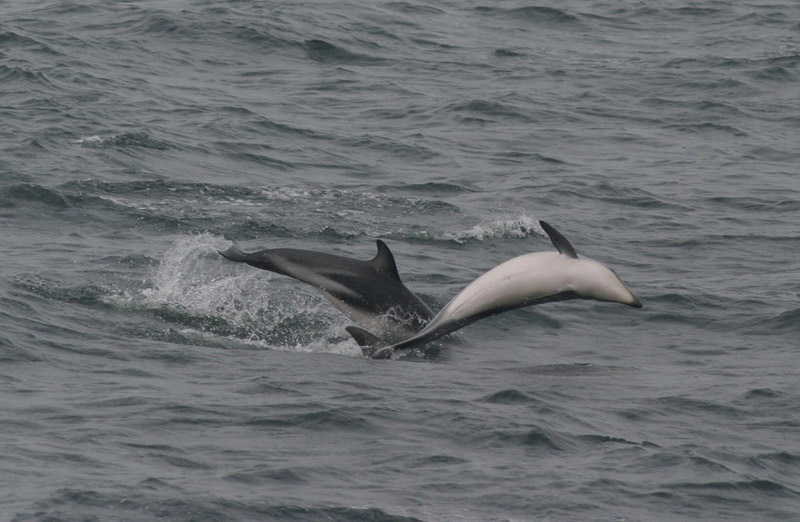
Donkergestreepte dolfijnen zijn zeer speels en springen vaak op uit het water

De donkergestreepte dolfijn is een sociale dolfijn, die leeft in kleine tot zeer grote groepen van vijftig tot vijfhonderd dieren, maar ook groepen van meer dan duizend dieren komen regelmatig voor. Ook gemengde groepen met andere walvisachtigen komen voor. Een individuele donkergestreepte dolfijn kan in zijn leven een gebied van ongeveer 1500 km² beslaan.
Het is een zeer actieve dolfijn; hij springt regelmatig op uit het water, achtervolgt andere dolfijnen en houdt lichamelijk contact. Als er één springt, volgen er meestal meer. Ze zijn door hun slanke, lichte bouw in staat zeer acrobatische sprongen uit te halen, waaronder salto's. Het is daarmee een van de beweeglijkste dolfijnensoorten.
De donkergestreepte dolfijn jaagt voornamelijk op in kleine scholen levende vissen, zoals sardienen en lantaarnvissen, maar ook pijlinktvissen. Ook jaagt hij op bodemvissen. De Zuid-Amerikaanse ondersoort jaagt voornamelijk op ansjovis. Meestal jaagt deze dolfijnensoort op verscheidene dieptes, van het wateroppervlak tot op de bodem. De Nieuw-Zeelandse vorm jaagt voornamelijk 's nachts en op grotere diepten.
Langs de Patagonische kust is onderzoek gedaan naar het sociale gedrag van dolfijnen. Buiten de zomer leven de dieren in kleine groepen van zes tot vijftien dieren, die 's nachts foerageren op inktvissen en bodemvissen. Het zijn dan weinig speelse dieren. 's Zomers zijn er echter grote scholen ansjovis in het gebied, en is het gedrag geheel anders. 's Ochtends trekken de kleine groepjes naar dieper water, tussen de twee en tien kilometer van de kust vandaan. Ieder dier zwemt op een afstand van tien meter van elkaar, waardoor ze een groot oppervlak beslaan, en zoekt naar een school vissen. Als een school is gevonden duiken enkele dieren naar beneden om de school naar het oppervlak te dwingen. Ze zwemmen hierbij om de school heen, steeds dichter naar elkaar toe, waardoor de school steeds dichter op elkaar en steeds hoger moet zwemmen. Hierop komen zeevogels af, waar weer andere groepen dolfijnen op afkomen. Op deze manier kan een grote groep van wel driehonderd dolfijnen ontstaan. Hoe meer dolfijnen er op de actie afkomen, hoe beter de groep in staat is om de school te bedwingen en hoe langer ervan gegeten kan worden.
Binnen zo'n grote groep ontstaat veel sociaal contact, maar ook seksueel. Als de meeste dieren hebben gegeten, vinden paringen plaats. Dieren paren met meerdere partners, maar vrouwtjes zijn kieskeurig en laten niet ieder mannetje toe. Rond deze tijd worden ze ook speelser, houden lichaamscontact met elkaar en tonen ook aandacht voor mensen en boten. 's Avonds splitst deze grote groep zich af in kleinere groepjes, waarin de dieren tot zo'n kilometer van de kust af rusten. Deze groepjes hebben een zeer los verband. Toch komt het voor dat dieren meerdere dagen tot wel twaalf jaar met elkaar optrekken.
De draagtijd is ongeveer elf maanden. Het jong is bij de geboorte tussen de 55 en 70 cm lang.
De belangrijkste natuurlijke vijanden zijn de orka en grotere haaiensoorten. Meestal ontkomen ze aan deze dieren door naar ondieper water te zwemmen.

## Relatie met de mens
De donkergestreepte dolfijn wordt gezien als een vrij algemene soort, maar niemand weet hoeveel dieren er zijn en hoe het met de populaties gesteld is. Een mogelijke bedreiging voor de soort vormen visnetten, waarin de dolfijn verstrikt raakt en verdrinkt. Doordat ze voornamelijk op scholenvissen jagen, net als mensen, komt deze soort regelmatig in netten terecht. Ook wordt er voor de kust van Peru actief op de soort gejaagd voor het vlees. Het vlees wordt voornamelijk gebruikt als visaas of haaienvoer, maar wordt ook voor consumptie verhandeld. Alhoewel de jacht sinds 1990 in Peru verboden is, vindt er weinig controle plaats en wordt er nog steeds illegaal gejaagd. De jacht is wel afgenomen.
De donkergestreepte dolfijn laat zich regelmatig zien in de buurt van boten en worden vaak waargenomen tijdens walvisexcursies, onder andere bij Patagonië, Argentinië (voornamelijk het schiereiland Valdés) en Kaikoura, Nieuw-Zeeland, maar ook bij Vuurland en de Falklandeilanden in de zuidelijkste punt van Zuid-Amerika. De donkergestreepte dolfijn is zeer nieuwsgierig naar mensen toe en zal duikers en boten naderen. Hongerige of vermoeide donkergestreepte dolfijnen vertonen echter geen interesse in mensen en zullen ze negeren.